# Epidendrum pilcuense
Epidendrum pilcuense är en orkidéart som beskrevs av Eric Hágsater. Epidendrum pilcuense ingår i släktet Epidendrum och familjen orkidéer. Inga underarter finns listade i Catalogue of Life.